# Crochet médian
La crochet médian est un signe diacritique généralement attaché sous la lettre qu’il modifie.
Elle est utilisée dans l’alphabet cyrillique dans les lettres ‹ Ҕ ҕ, Ԡ ԡ, Ԣ ԣ, Ҧ ҧ, Ꚋ ꚋ ›,,.

## Utilisation
Anders Johan Sjögren utilise des lettres à crochet médian dans l’alphabet cyrillique ossète de sa grammaire publiée en 1844, dont la lettre ‹   › dérivée du ha ‹ 𐌷 › de l’alphabet gotique, ainsi que les lettres ‹ Ҕ ҕ, Ӄ ӄ, Ҧ ҧ, Ꚋ ꚋ ›.

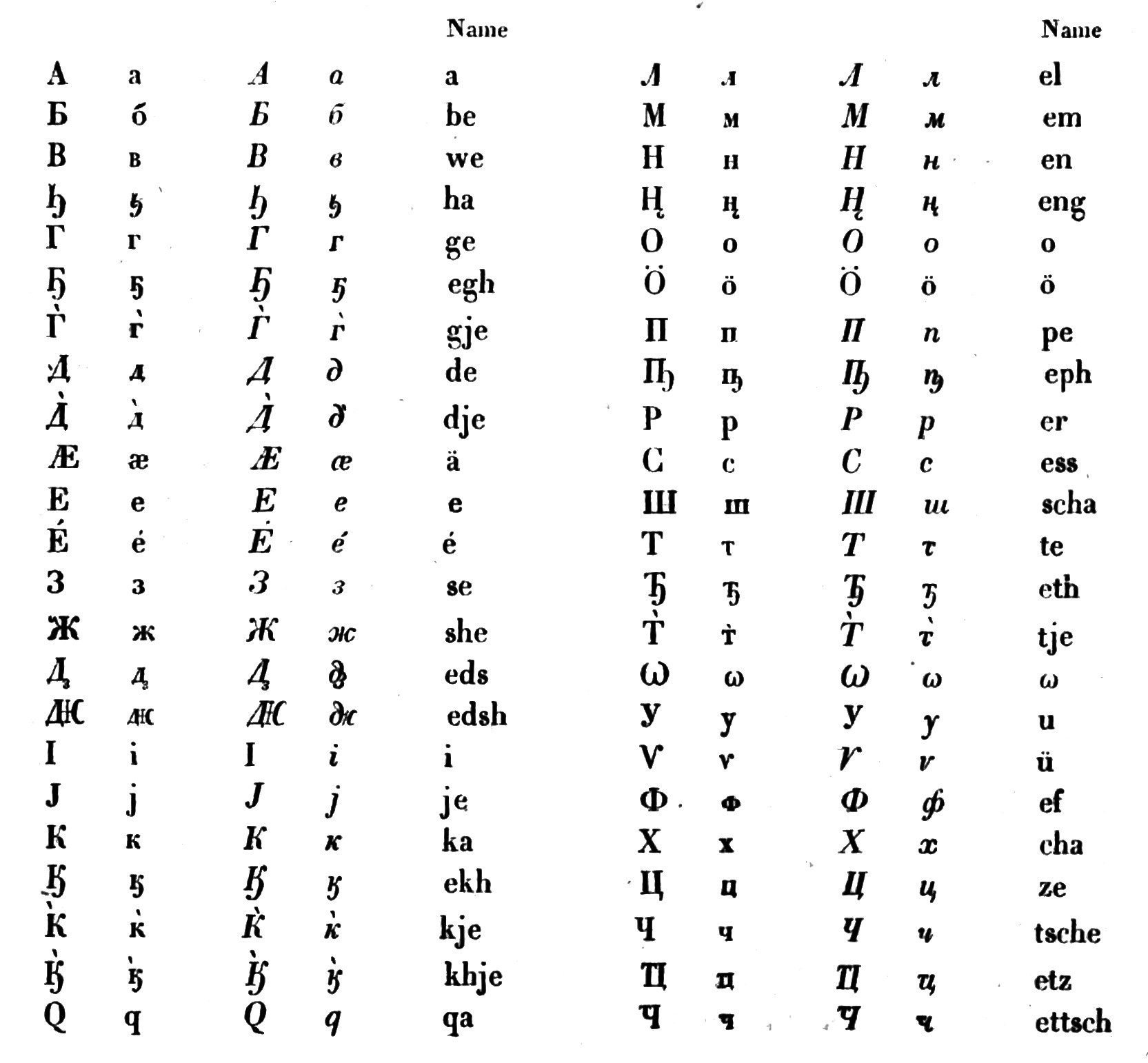
Alphabet ossète de Sjögren 1844.
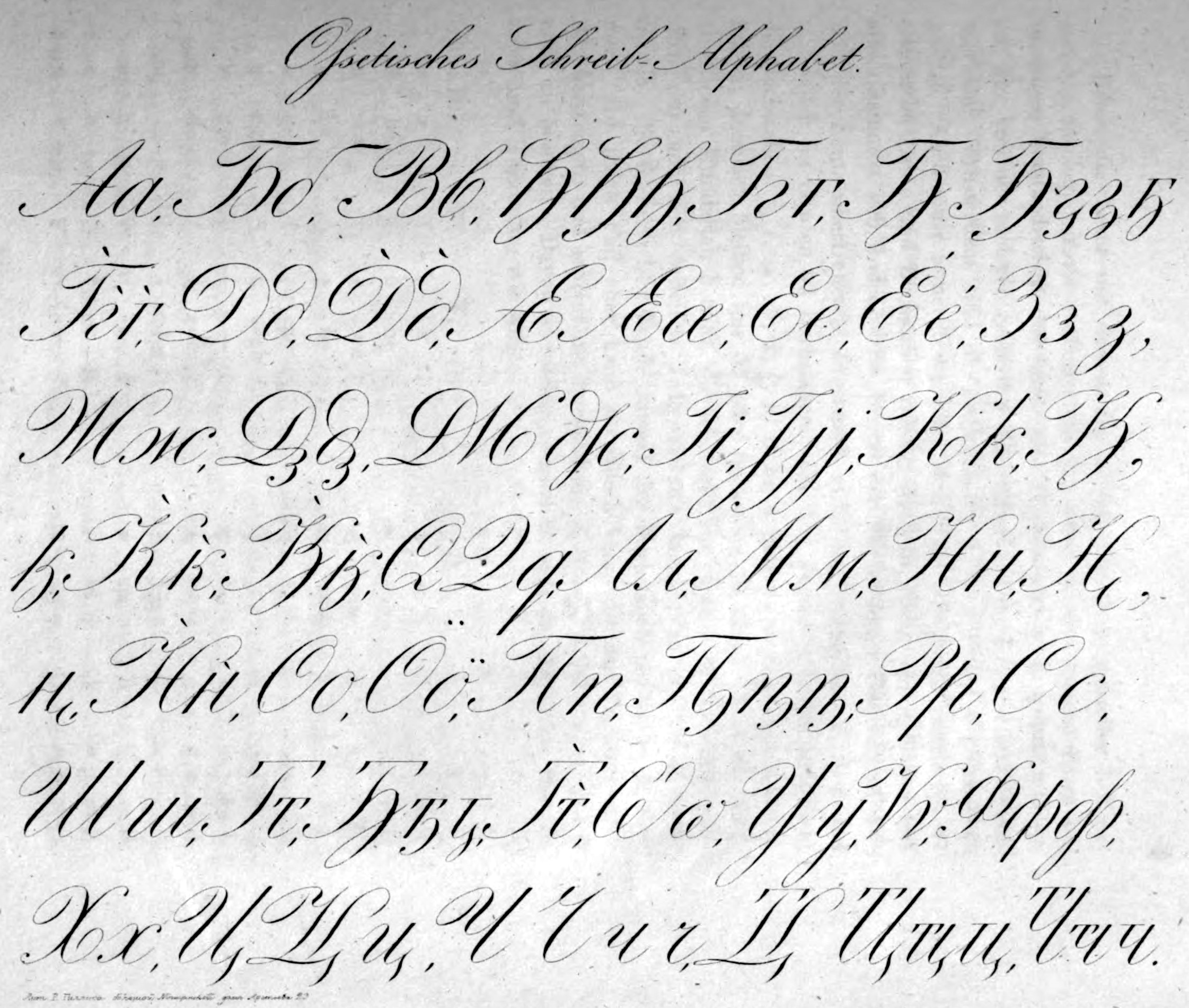
Alphabet ossète de Sjögren 1844 en écriture cursive.

Ivan Yakovlev (en) et Belilin utilisent les lettres ‹ Ԡ ԡ, Ԣ ԣ, Ꚋ ꚋ › dans leur alphabets tchouvaches de 1882 et 1883.

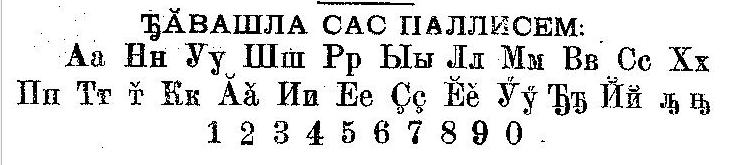
Alphabet tchouvache de 1873.

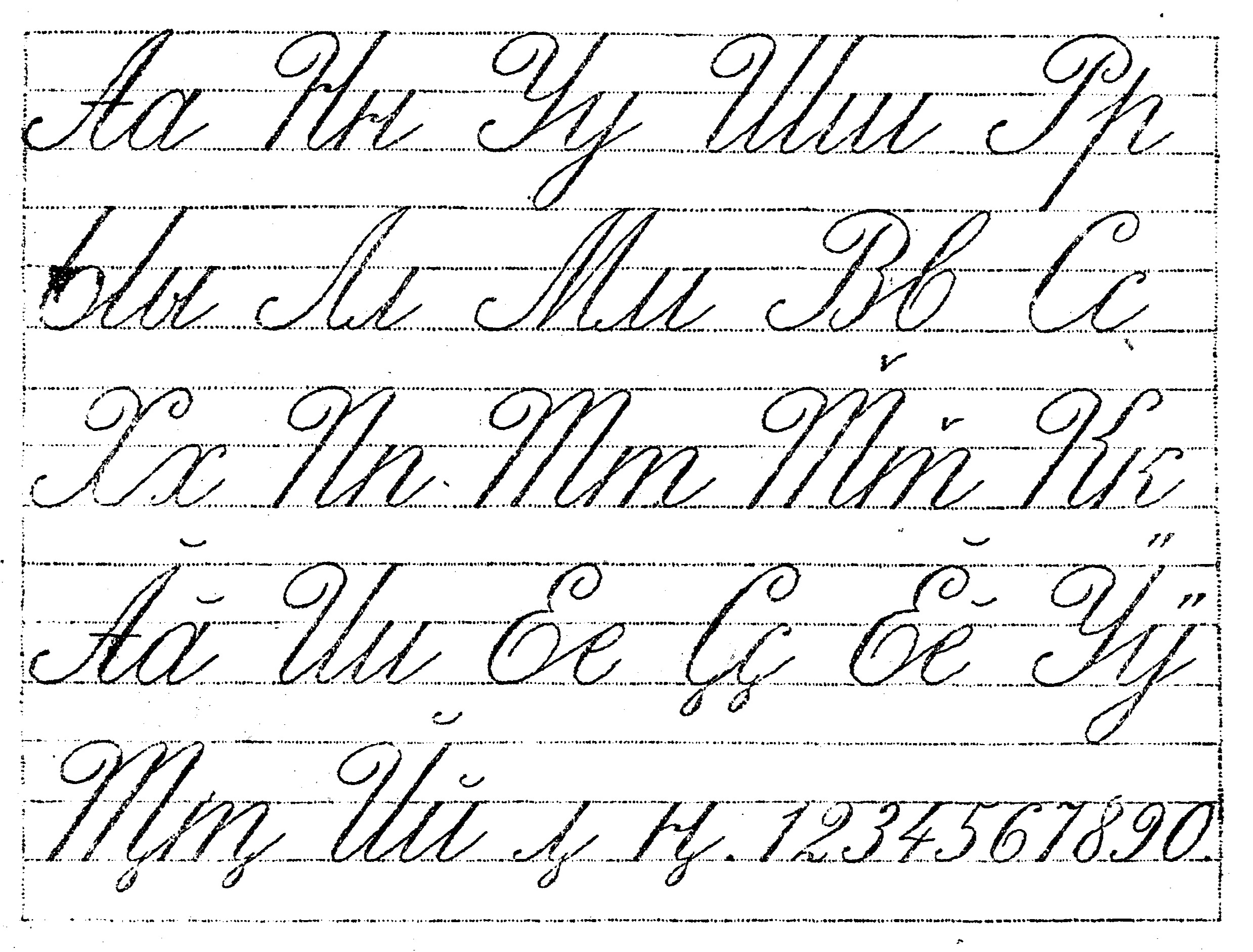
Alphabet tchouvache de 1873 en écriture cursive.

Les lettres ‹ Ҕ ҕ, Ӄ ӄ, Ҧ ҧ, Ꚋ ꚋ › sont utilisées dans différents alphabets abkhazes : l’alphabet abkhaze de Gulia et Machavariani en 1892, celui de Tchotchoua en 1909. Les lettres ‹ ҕ › et ‹ ҧ › sont aussi utilisées dans l’alphabet cyrillique abkhaze actuel adopté en 1954, mais sont graduellement remplacées par leur forme avec des crampons.